# Comisión de los Estados Unidos para la Libertad Religiosa Internacional
La Comisión de los Estados Unidos para la Libertad Religiosa Internacional, conocida también por su sigla en inglés USCIRF (United States Commission on International Religious Freedom), es una comisión del gobierno federal de los Estados Unidos creada a través de la Ley de Libertad Religiosa Internacional de 1998, promulgada bajo la administración de Bill Clinton. Los comisionados de la USCIRF son nombrados por el Presidente y los líderes de ambos partidos políticos — Demócrata y Republicano — en el Senado y la Cámara de Representantes. Las principales responsabilidades de la USCIRF son analizar los hechos y las circunstancias de las violaciones de la libertad religiosa a nivel internacional y formular recomendaciones de políticas al Presidente, al Secretario de Estado y al Congreso.

## Historia
La USCIRF fue autorizada por la Ley de Libertad Religiosa Internacional de 1998, que estableció:
- Una Oficina de Libertad Religiosa Internacional en el Departamento de Estado de los Estados Unidos, dirigida por un Embajador en Misión Especial para la Libertad Religiosa Internacional.[1]

- Un mandato para que el Departamento de Estado prepare Informes Anuales sobre Libertad Religiosa Internacional

- Un requisito para nombrar a los violadores más flagrantes de la libertad religiosa como Países de Particular Preocupación (PPC) y para tomar medidas políticas en respuesta a todas las violaciones de la libertad religiosa como un elemento específico de los programas de política exterior, los intercambios culturales y la radiodifusión internacional de Estados Unidos.

- La Comisión de los Estados Unidos para la Libertad Religiosa Internacional (USCIRF)

La legislación que autorizó a la USCIRF establecía que la Comisión finalizaría sus funciones el 30 de septiembre de 2011, a menos que se le reautorizara o se le concediera una prórroga temporal. El Congreso le otorgó varias prórrogas, pero habría expirado a las 17:00 del viernes 16 de diciembre de 2011 de no haber sido reautorizado por un período de siete años (hasta 2018) en la mañana del día 16. Esto ocurrió después de que ambas Cámaras aprobaran un nuevo proyecto de ley de reautorización que contenía dos enmiendas que el senador Dick Durbin, demócrata por Illinois (jefe de la mayoría del Senado), había solicitado como condición para levantar la suspensión que había impuesto a la versión anterior del proyecto de ley; la publicó el 13 de diciembre, tras las revisiones. Estas estipulan que los mandatos de los comisionados tendrán un límite de dos años y que estarán sujetos a las mismas restricciones de viaje que los empleados del Departamento de Estado.
En 2016, el Congreso de los Estados Unidos aprobó y el presidente Barack Obama firmó la Ley de Libertad Religiosa Internacional Frank R. Wolf, que modificó la IRFA de diversas maneras, incluyendo la adición de una categoría de designación para actores no estatales.

## Funciones y responsabilidades
La USCIRF investiga y monitorea cuestiones internacionales de libertad religiosa. La Comisión está autorizada a viajar en misiones de investigación a otros países y a celebrar audiencias públicas.
La Comisión para la Libertad Religiosa Internacional publica un informe anual que incluye recomendaciones de políticas para el gobierno de Estados Unidos, basadas en la evaluación que realiza dicho informe de los hechos y las circunstancias de las violaciones a la libertad de culto en todo el mundo.

## Comisionados
La Ley de Libertad Religiosa Internacional de 1998 dispone que la Comisión estará compuesta por diez miembros:
- Tres nombrados por el presidente pro tempore del Senado, dos de los cuales serán nombrados por recomendación del líder en el Senado del partido político distinto del del Presidente, y uno por recomendación del líder en el Senado del otro partido político.

- Tres nombrados por el presidente de la Cámara de Representantes, dos de los cuales serán nombrados por recomendación del líder en la Cámara del partido político distinto del del Presidente, y uno por recomendación del líder en la Cámara del otro partido político.
- El Embajador en Misión Especial para la Libertad Religiosa Internacional, como miembro ex officio sin derecho a voto, establece que «Los miembros de la Comisión serán seleccionados entre personas distinguidas que destaquen por sus conocimientos y experiencia en campos relevantes para la libertad religiosa internacional, incluyendo relaciones exteriores, experiencia directa en el extranjero, derechos humanos y derecho internacional».

Los comisionados no reciben remuneración por su trabajo en la Comisión; sin embargo, se les proporciona un presupuesto de viaje y un equipo de entre 15 y 20 personas. Los nombramientos tienen una duración de dos años y pueden ser reelegidos.